# Macracanthorhynchus
Macracanthorhynchus is een monotypisch geslacht van haakwormen uit de familie van de Oligacanthorhynchidae.

## Soort
- Macracanthorhynchus hirudinaceus Pallas, 1781